# سفارة كمبوديا في فرنسا
سفارة كمبوديا في فرنسا هي أرفع تمثيل دبلوماسي لدولة كمبوديا لدى فرنسا. تقع السفارة في باريس وهي تهدف لتعزيز المصالح الكمبودية في فرنسا.

## وصلات خارجية
- الموقع الرسمي
- قائمة سفارات كمبوديا
- قائمة السفارات في فرنسا